# Johann Christian Schuch

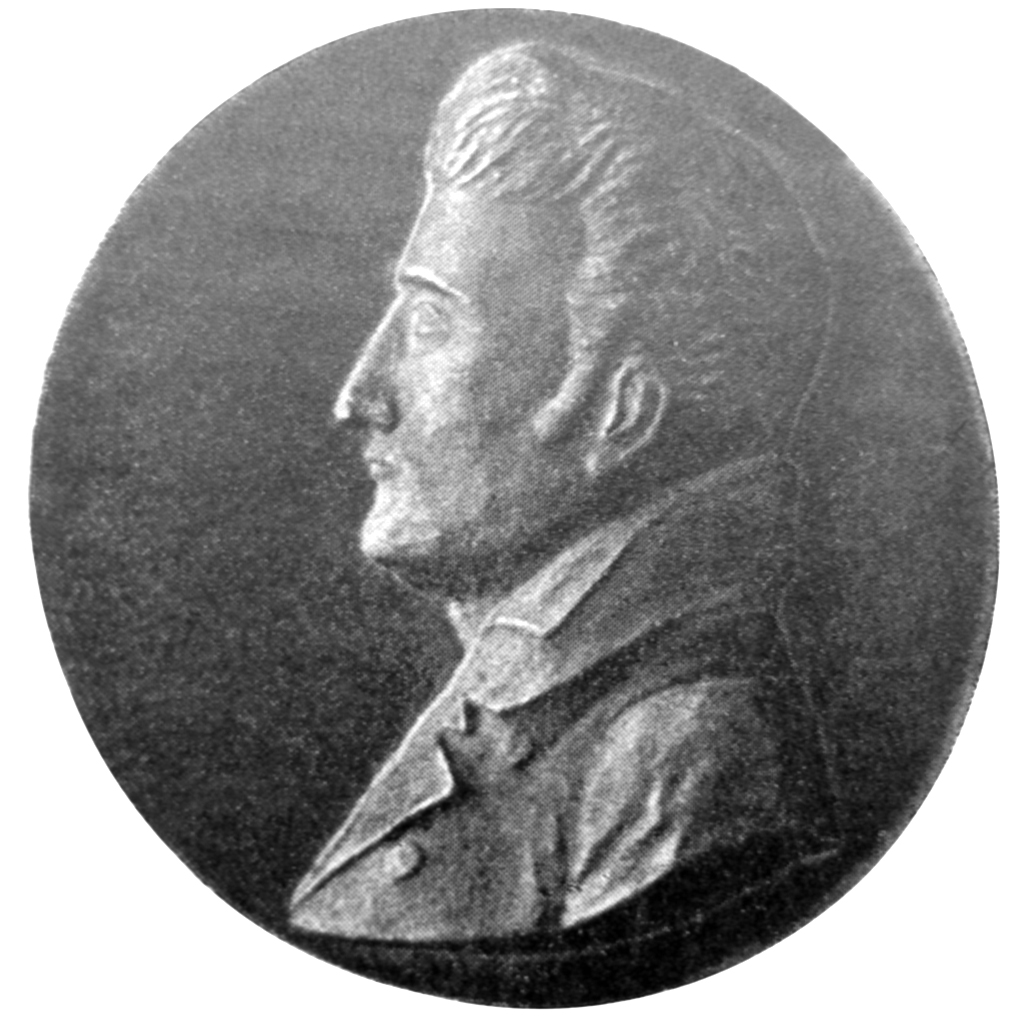
Johann Christian Schuch

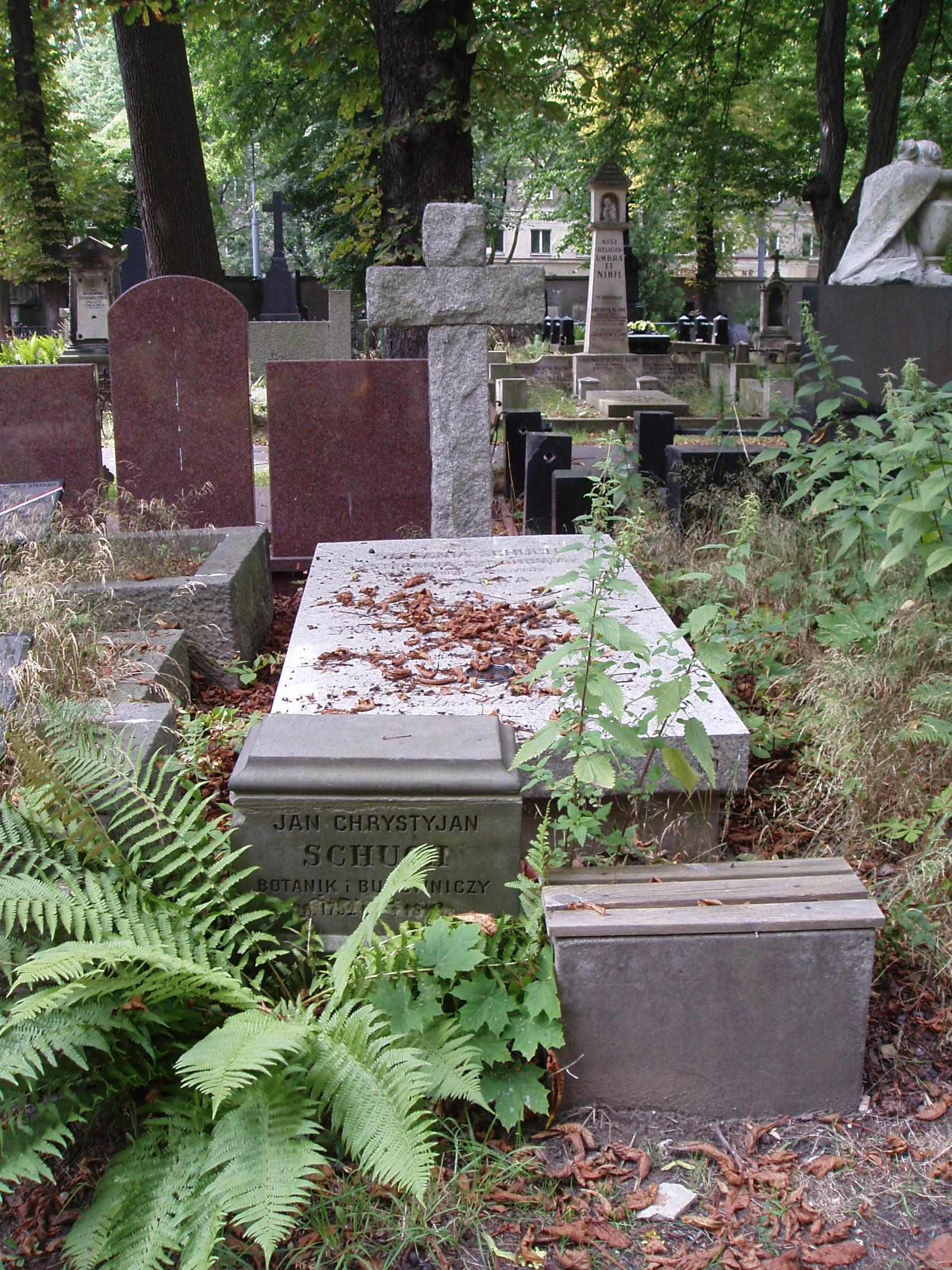
Grabmal der Familie Schuch auf dem Evangelisch-Augsburgischen Friedhof in Warschau

Johann Christian Schuch (polnisch Jan Chrystian Szuch) (* 1752 in Dresden; † 28. Juni 1813 in Warschau) war ein Garten- und Landschaftsgestalter. Er war Hofgärtner des Königs Stanisław August Poniatowski und seit 1775 in Warschau tätig. 

## Leben
Er lernte Gartenbau bei seinem Vater, der Hofgärtner am Dresdner Wettiner-Hof war und setzte das Kunststudium an der Hochschule für Bildende Künste Dresden fort. Er besuchte die Parkanlagen Kew Gardens, Schönbrunn und Versailles. 
1775 kam er nach Polen, wo er zuerst bei der Fürstin Izabella Lubomirska und beim Grafen Michał Jerzy Mniszech  (1742–1806) angestellt wurde. Er gestaltete die Parkanlagen im damaligen Warschauer Vorort Mokotów und in Dęblin.  
1781 wurde er vom König Stanisław August Poniatowski zum Intendanten der königlichen Gärten ernannt. Gemeinsam mit Johann Christian Kamsetzer und Domenico Merlini entwarf er die Umgestaltung des Łazienki-Parks in einen Englischen Landschaftsgarten. Er entwarf auch die Parkanlage von Wilanów.
Als Stadtplaner schuf er zwei sternförmige Plätze an der Warschauer Marszałkowska-Straße.
Schuch errichtete die erste Obstbaumschule in Polen. 
1811 wurde er zum Mitglied der Warschauer Gesellschaft der Freunde der Wissenschaften gewählt.
Er heiratete Ludwika Wolska. Sein Sohn, der Architekt Adolf Gregor Franz Schuch (1792–1880), nahm am Novemberaufstand 1831 teil. 
Johann Christian Schuch wurde auf dem Evangelisch-Augsburgischen Friedhof in Warschau bestattet. Nach dem Ersten Weltkrieg wurde nach ihm eine Allee in der Nähe des Łazienki-Parks benannt. An der Allee wurden monumentale Gebäude der Außen- und Bildungsministerien errichtet. Das Bildungsministerium wurde 1939–1944 Sitz der Warschauer Gestapo.